# Lunanhead
Lunanhead ist eine Ortschaft in der schottischen Council Area Angus. Sie liegt rund zwei Kilometer nordöstlich von Forfar. Drei Kilometer östlich liegt der Rescobie Loch, aus dem das Lunan Water zur Lunan Bay abfließt. Die westlichsten Zuflüsse des Sees entspringen bei Lunanhead, woher sich der Name der Ortschaft ableitet.

## Geschichte
Direkt östlich von Lunanhead befinden sich die Reste eines Henges, der in der Stein- und Bronzezeit vermutlich rituellen Zwecken diente. Ein kurzes Stück südöstlich finden sich die Ruinen des mittelalterlichen Augustinerklosters Restenneth Priory.
Lunanhead geht auf die Gründung eines Pesthauses vor den Mauern Forfars im Spätmittelalter zurück. Heute dient die Ortschaft im Wesentlichen Einpendlern nach Forfar als Wohnstatt. Im Rahmen der Zensuserhebung 1971 wurden dort 229 Personen gezählt.

## Verkehr
Lunanhead ist über untergeordnete Straßen an das Verkehrsnetz angebunden. In Forfar sind die A90, die A94, die A926 sowie die A932 innerhalb weniger Kilometer erreichbar.